# Nicolau Manent
Nicolau Manent i Maurant (Mahón, 22 de junio de 1827 - Barcelona, 11 de mayo de 1887) fue un organista, maestro de capilla y compositor de zarzuelas español.

## Biografía
Nacido en Mahón, estudió con Benet Andreu i Pons y, con quince años, se convirtió en organista de la iglesia de San Francisco. Se trasladó a Barcelona en 1845 y, dos años más tarde, obtuvo la plaza de contrabajo de la orquesta del Gran Teatro del Liceo. En 1851 fue nombrado maestro de capilla de la parroquia de Sant Jaume de Barcelona, cargo que conservó hasta la muerte.
Manent fue uno de los grandes impulsores de la zarzuela en Barcelona: en 1853 presentó su obra La tapada del Retiro, con libreto del escritor y político Víctor Balaguer, y por el mismo año compuso un mínimo de tres otras zarzuelas. Su producción dramática se interrumpe cuatro años, hasta que en el teatro del Liceo estrena con bastante éxito la ópera italiana de temática catalana Gualtiero di Monsonís, con texto de Juan Cortada. Después de otro paréntesis, a finales de los sesenta y durante una veintena de años sigue escribiendo varias zarzuelas, tanto en catalán como en español. En el 1877, José Zorrilla le dio la oportunidad de musicar y estrenó en formato de zarzuela su obra Don Juan Tenorio.
Además de la ópera y las zarzuelas, Manent tiene otra producción: ballets, nueve sinfonías, veinte y cinco misas, cuatro Stabat Mater y otras piezas menores. También publicó un manual de música, el Método teórico-práctico musical.
Discípulos suyos en la escolanía de la parroquia de Santiago fueron Josep Rodoreda, que con el tiempo compondría el Virolai, y Clemente Baixas.

## Obras
- Clorinda (1881), ballet de Ricard Moragas
- La contrabandista, ballet
- La Euterpense (<1870), sinfonía sobre motivos de Anselm Clavé
- La marxa del rei don Joan I (1859), para piano, dedicada a los Juegos Florales de Barcelona
- Misa de réquiem (1864) dedicada a Mateu Ferrer, coescrita con Baltasar Saldoni, Rovira (?) y otros, interpretada por más de 300 cantantes y músicos en el funeral de Ferrer en Santa María del Mar.
- Canciones para el drama de Víctor Balaguer Don Juan de Serrallonga (1858)